# Pterocarpus erinaceus
Pterocarpus erinaceus ist eine Pflanzenart aus der Unterfamilie der Schmetterlingsblütler (Faboideae) innerhalb der Familie der Hülsenfrüchtler (Fabaceae). Pterocarpus eraniceus ist eine von 35 Pterocarpus-Arten und ist unter den englischen Handelsnamen Kosso, Vène sowie African Rosewood bekannt.

## Beschreibung

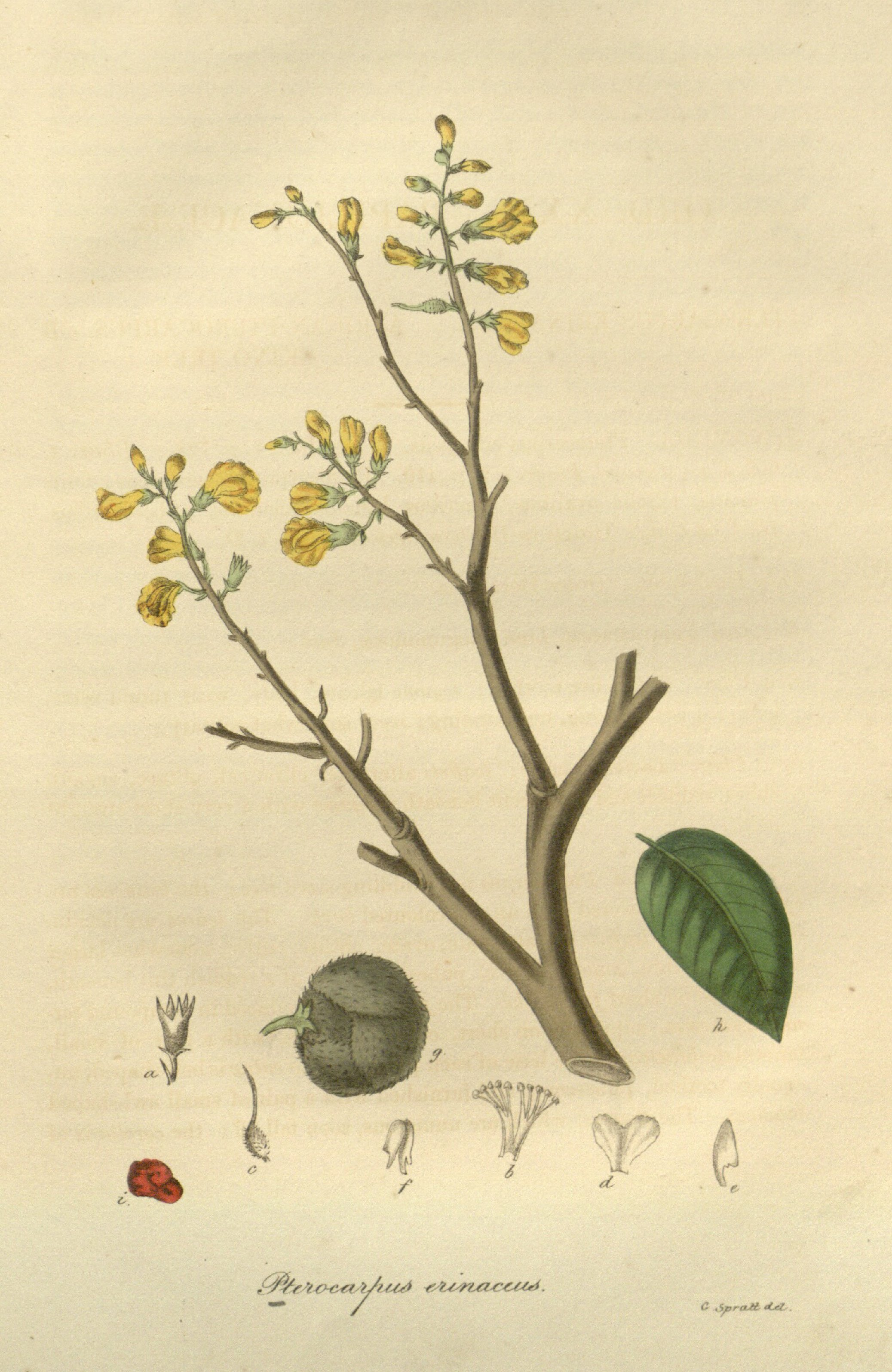
Illustration

Bei Pterocarpus erinaceus handelt es sich um einen laubabwerfenden, langsamwüchsigen Baum der Wuchshöhen von bis über 12–15 Meter und Stammdurchmesser von bis zu 1 Meter erreicht. Größere Exemplare bilden leichte Brettwurzeln. Die grobe, gräulich-braune Borke ist rissig bis schuppig oder abblätternd und im Anschnitt rötlich. Die Äste sind grau und glatt, die jungen Zweige kurz behaart.
Die wechselständigen Laubblätter sind unpaarig gefiedert und bis 30 cm lang. Die bis zu 11 (15), kurz gestielten Fiederblättchen sind bis 11 cm lang und sind meistens elliptisch bis eiförmig oder verkehrt-eiförmig, rund an der Basis und an der Spitze stumpf bis bespitzt oder eingebuchtet. Der Rand ist ganz und oft wellig. Die Blättchen sind an der Unterseite sehr kurz behaart und besitzen eine gefiederte Nervatur mit feinen Seitenadern. Die Nebenblätter sind früh abfallend.
Die end- oder achselständigen und rispigen Blütenstände sind bis zu 20 cm lang. Die Zweige, Seitenachsen und die Rhachis der Blütenstände sind mehr oder weniger kurz bräunlich behaart. Die zwittrigen, duftenden und fünfzähligen Blüten haben schlanke Stiele, die länger sind als der behaarte Kelch, welcher schmal becherförmig ausgeformt ist. Die duftenden und zwittrigen, asymmetrischen Schmetterlingsblüten sind gelb und die gegliederten Kronblätter sind knittrig mit rötlichen und streifigen Saftmalen. Blütezeit ist von November bis Februar. Die 10 Staubblätter sind meist verwachsen, manchmal ist eines frei. Der kurz gestielte und oberständige Fruchtknoten ist behaart.
Die Früchte sind flache Flügelnüsse mit beständigem Kelch, sie sind am Rand breit geflügelt und in der Mitte mit kräftigen, langen Borsten besetzt. Mit dem leicht welligen, holzigen Flügel sind sie bis zu 7 Zentimeter groß. Sie enthalten bis zu vier abgeflachte, leicht nierenförmige und rötlich-braune, glatte Samen.
Die Chromosomenzahl beträgt 2n = 22.

## Verbreitung & Schutz
Pterocarpus erinaceus ist in Savannen der Sudan- und Guineazone im tropischen Westafrika verbreitet. Die Art unterliegt seit dem 2. Januar 2017 dem international geltendem Washingtoner Artenschutzabkommen. Grund für die Aufnahme in die Liste geschützter Hölzer ist der intensive Raubbau in den Verbreitungsgebieten, wie z. B. Guinea-Bissau oder Nigeria.

## Nutzung

### Holz
Das sehr beständige Afrikanische Rosenholz, Bloodwood, ist auch als „Afrikanischer Palisander“ oder Kosso, Vène und Muninga bekannt und findet sowohl im Innen- als auch im Außenbereich Anwendung. Es wird im Konstruktionsbereich als Holz für Pfosten, Stangen und Pflöcke, sowie für den Fenster- und Türrahmenbau eingesetzt. Im Innenbereich gilt es aufgrund seiner ansprechenden Optik als sehr begehrtes Möbelholz und wird unter anderem zu Stühlen, Schränken, Tischen, aber auch Wandverkleidungen und Fußböden verarbeitet. China gilt unter den Einfuhrländern als Hauptimporteur, da die Holzart u. a. im „Hongmu“-Möbelbau sehr begehrt ist.

### Holzbeschreibung

#### Makroskopisch
Die Zuwachszonengrenzen innerhalb der Jahrringe sind undeutlich bzw. nicht erkennbar. Das Kernholz ist braun bis gelb, mit dunklen Farbstreifen (bräunlich-violett). Das helle Splintholz setzt sich farblich deutlich vom Kernholz ab. Das Holz hat keinen charakteristischen Geruch und ist recht schwer und hart. Es ist gerade bis leicht wechseldrehwüchsig.

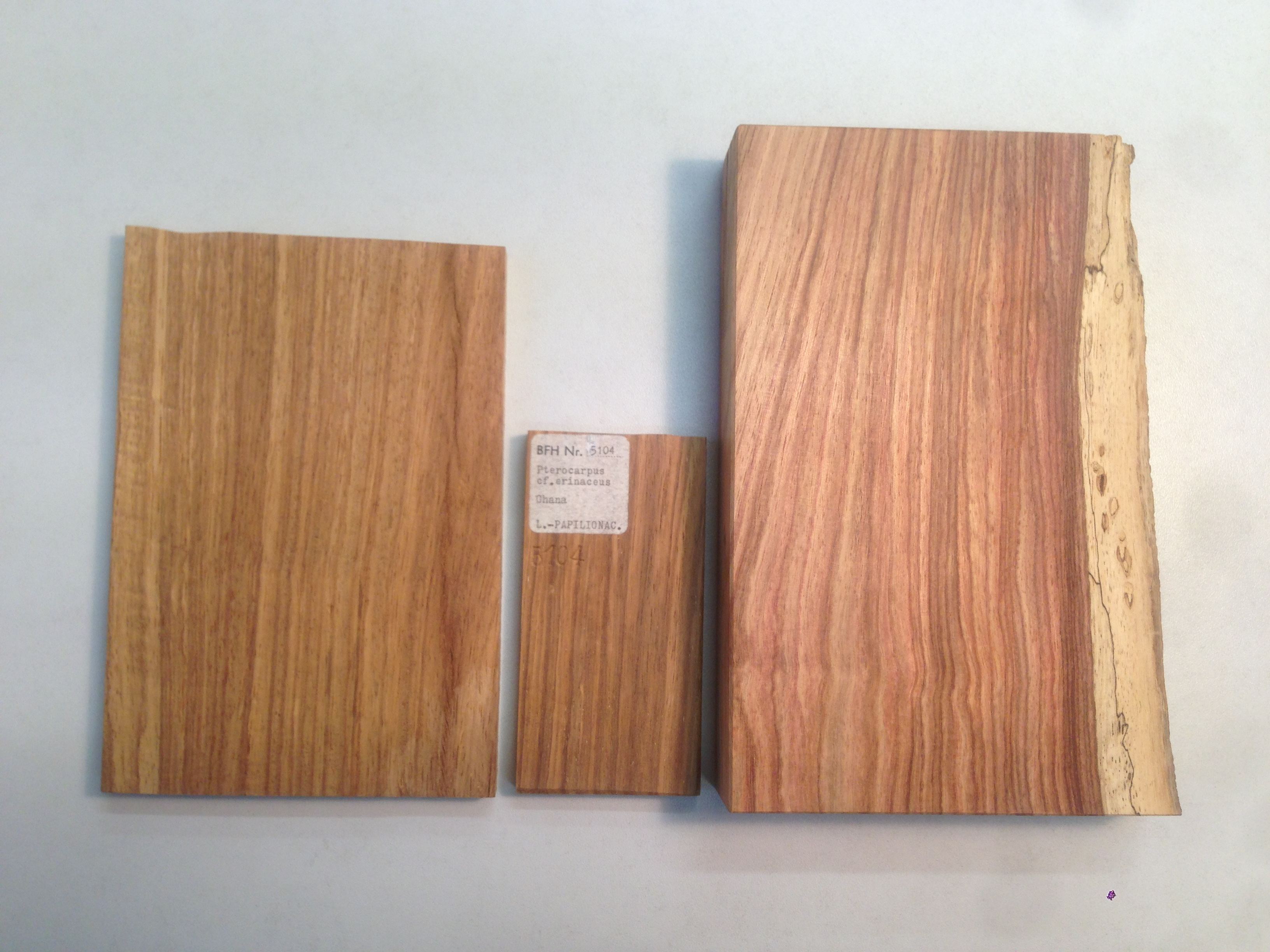
Holzmuster Pterocarpus erinaceus
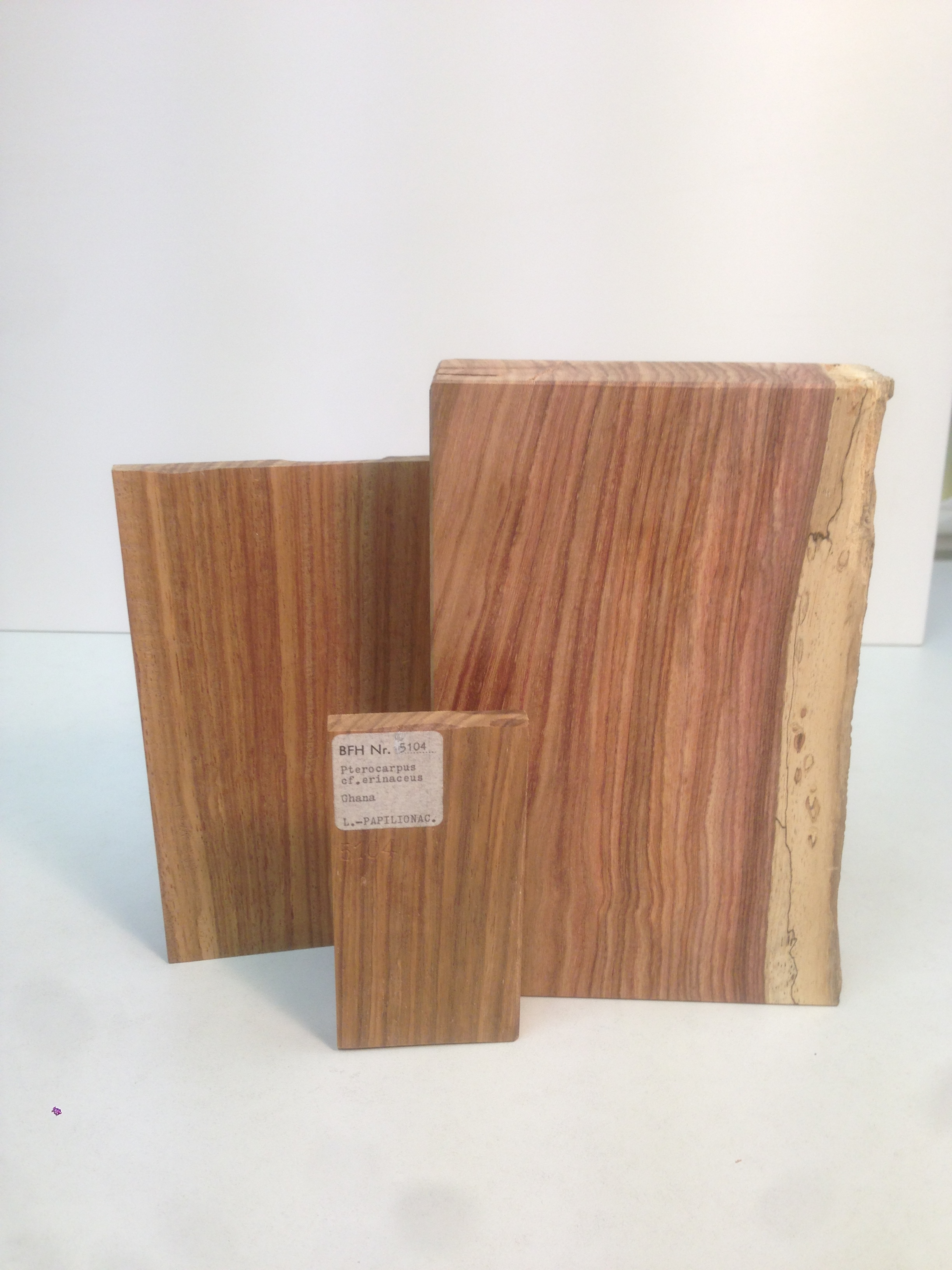

#### Mikroskopisch
Das Holz ist halbring- bis zerstreutporig, wobei der Früholzporenring mehrreihig und die Poren selbst gruppiert angeordnet sind. Die Holzstrahlen sind einreihig und im Stockwerkbau angeordnet. Das Axialparenchym ist häufig in Bänder gegliedert und diese Parenchymbänder sind deutlich breiter als die Holzstrahlen.

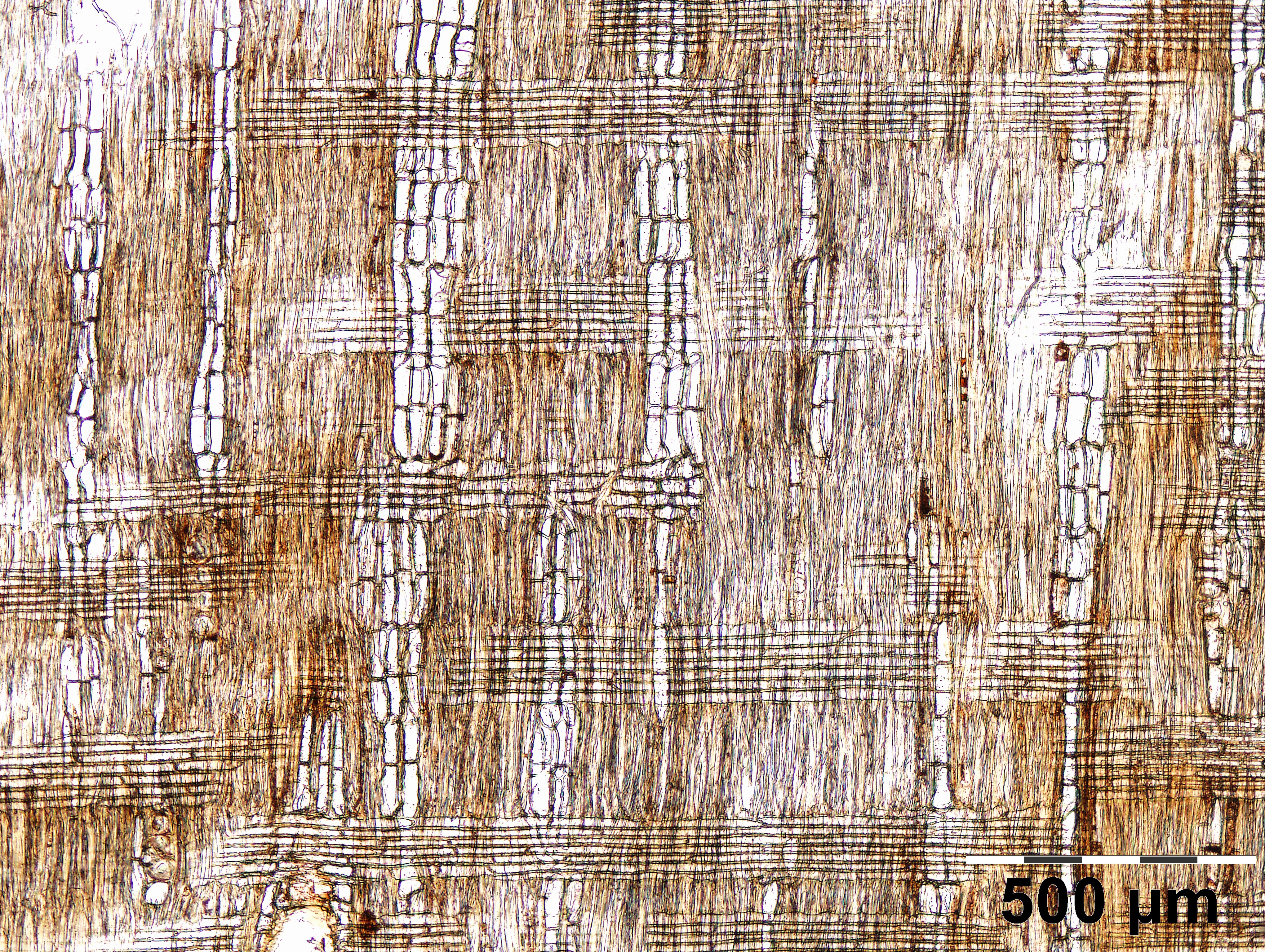
Radialschnitt
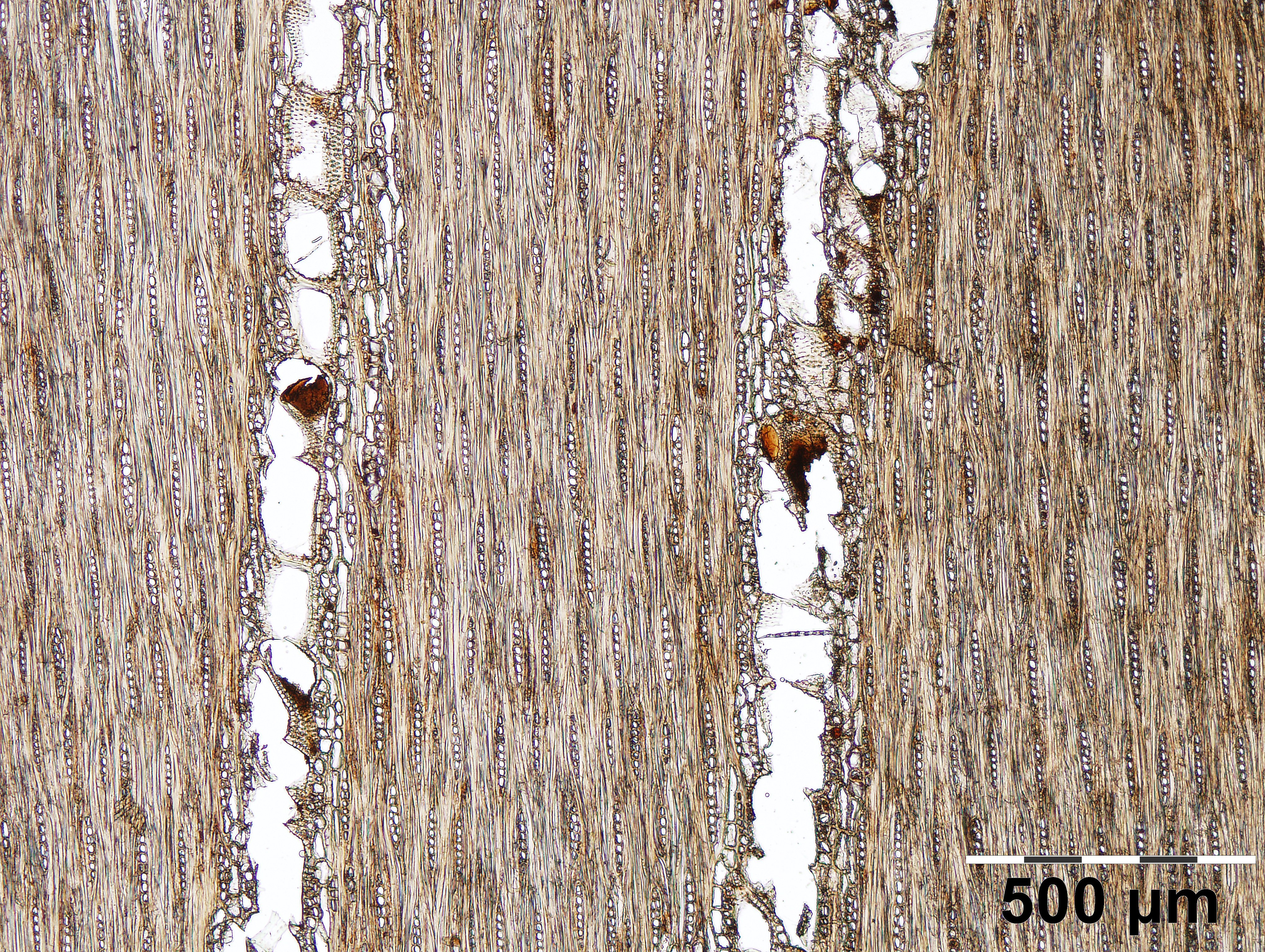
Tangentialschnitt
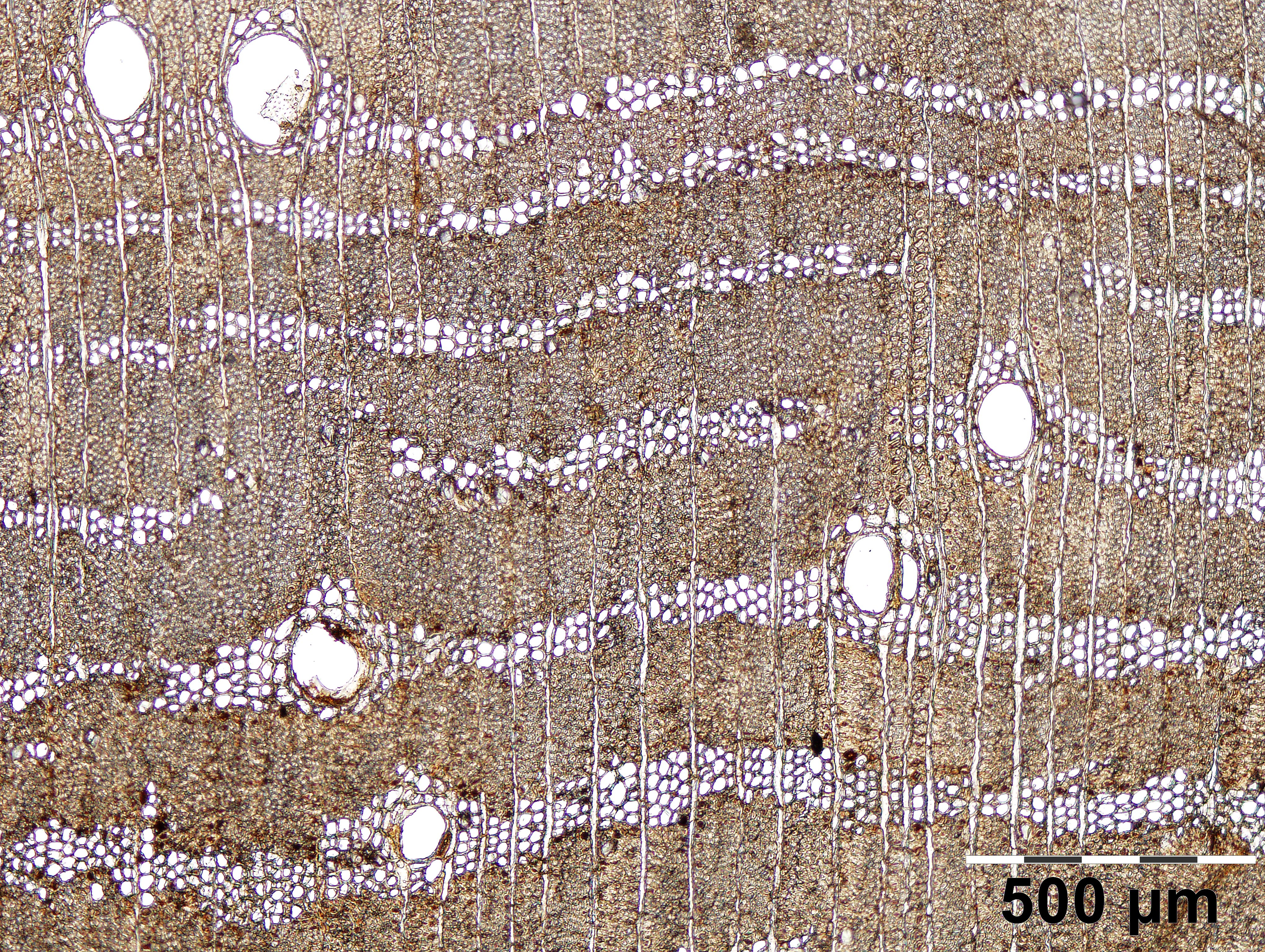
Querschnitt

### Viehfutter
Die Grünen Blätter und die unreifen Samenhülsen sind sehr schmackhaftes Viehfutter. Selbst die herabgefallenen, welken Blätter werden von Schafen, Ziegen und Rindern gefressen. Das Blattwerk wird in Teilen Westafrikas am Ende der Trockenzeit herabgeschnitten und als Mastfutter verwendet oder auf Märkten weiterverkauft. Einige Farmer mit Viehbesitz pflanzen diese Baumart um für ihre Viehzucht über eine alternative Futterquelle zu verfügen.

### Kino und Gerbstoffe
Beim Schneiden der Rinde wird ein blutroter Saft abgesondert, das sogenannte „Kino“, „Kino de Gambie“ oder „Dragonblood“. Es wird u. a. verwendet um Baumwolle zu färben. In Westafrika wird das getrocknete pulverisierte Kino benutzt, um Stoffe zu lasieren, indem es mit einem Schlegel eingedroschen wird. Auch werden Stoffe in das zermahlene, mit Wasser vermengte Färbemittel getunkt, getrocknet und anschließend in Palmöl gerieben um eine dunkel-violette Färbung zu erzeugen. Das Holz selbst wird auf Märkten als Färbeholz verkauft. Flache Stücke des Stammholzes, kinoreiche Wurzelteile oder Kugeln aus Wurzel- oder Rindenstücken mit Palmöl geformt werden als Haar- oder Körperpflegeprodukte bzw. Färbemittel angeboten. Die Rinde kommt gelegentlich beim Gerben zum Einsatz.

### Medizinische Verwendung
Die Blätter des Baumes werden für die Zubereitung von Abführ- und Fiebermittel verwendet. Die Rinde dient zur Wundauflage bei chronischen Geschwüren, zur Behandlung von Scherpilzflechten, Gonorrhoe oder zum Gurgeln bei Zahn- oder Mundraumbeschwerden. Rinde und Kino werden zudem bei Harnröhrenausfluss sowie als stopfendes Mittel bei starkem Durchfall benutzt. Die zerriebene Wurzel wird mit Tabak gemischt und als Hustenheilmittel in der Pfeife geraucht.